# Trematodon geniculatus
Trematodon geniculatus là một loài rêu trong họ Bruchiaceae. Loài này được Matteri mô tả khoa học đầu tiên năm 1980.